# المصفق (جازان)
المصفق، هو إحدى قرى منطقة جازان وهي قرية سكنية تابعة لبلدية محافظة صامطة جنوب غرب المملكة العربية السعودية، تبعد 10 كم باتجاه الجنوب الشرقي من مدينة صامطة.

## الموقع
تقع قرية المصفق في منطقة خصبة زراعياً وقريبة إلى الحدود اليمنية السعودية، كما تبعد حوالي 65 كيلومترا بالاتجاه الجنوبي الشرقي من مدينة جازان، لها عند خط طول 43 درجة وخط العرض 16 درجة، كما وتبعد عن الحدود اليمنية مسافة أقل من 3 كيلومترات وتطل على وادي وتبعد حوالي 8 كيلومترات أيضاً عن مدينة الطوال التي تقع غرب القرية.

## عدد السكان
بلغ عدد سكان المصفق السفلى بحسب التعداد السكاني للعام 1431 هـ () نسمة منهم () من السعوديين و() غير السعوديين

## وصلات خارجية
- بيانات المجلس البلدي من الأمانة العامة لشؤون المجالس البلدية
- حصر الخدمات بالمدن والقرى بمنطقة جازان
- دليل الخدمات بمنطقة جازان